# ГЕС Ла-Хойя
ГЕС Ла-Хойя (ісп. La Joya) – гідроелектростанція у центральній частині Коста-Рики, за чотири десятки кілометрів на схід від столиці країни Сан-Хосе. Знаходячись між ГЕС Качі (вище по течії) та ГЕС Ангостура, входить до складу каскаду на річці Ребентазон, яка бере початок біля міста Картаго та тече до впадіння праворуч в річку Парісміна, котра сама невдовзі завершується на узбережжі Карибського моря.
Ребентазон дренує східну частину міжгірської депресії, відомої як Центральні рівнини та обмеженої з півночі Кордильєрою-Сентраль, а з півдня Кордильєрою-де-Таламанка. Ще в межах депресії, до того, як річка почне прориватися через Кордильєру-Сентраль у напрямку моря, на Ребентазон створили два водосховища для станцій Качі (1960-ті роки) та Ангостура (2000). А на початку 21 століття проміжок між ними заповнили ГЕС La Joya, котра не має власного резервуару.
Відпрацьована на ГЕС Качі вода спрямовується до прокладеного через правобережний масив дериваційного тунелю довжиною понад 7 км. На завершальному етапі він сполучений з верхнім балансувальним резервуаром відкритого типу, від якого ресурс подається за чверть кілометра до розташованого внизу на березі Ребентазон наземного машинного залу.
Основне обладнання станції складають три турбіни типу Френсіс потужністю по 17 МВт, які при напорі у 110 метрів забезпечують виробітку 252 млн кВт-год електроенергії на рік.
Відпрацьована вода повертається у Ребентазон перед водосховищем ГЕС Ангостура.